# Exosomorpha
Exosomorpha is een geslacht van kevers uit de familie bladkevers (Chrysomelidae).
De wetenschappelijke naam van het geslacht werd in 1932 gepubliceerd door Laboissiere.

## Soorten
- Exosomorpha diversicornis Bechyne, 1952
- Exosomorpha opacula (Fairmaire, 1902)